# Campeonato Potiguar 2020
In 2020 werd het 101ste Campeonato Potiguar gespeeld voor voetbalclubs uit de Braziliaanse staat Rio Grande do Norte. De competitie werd georganiseerd door de FNF en werd gespeeld van 5 januari tot 7 september. Op 17 maart werd de competitie stilgelegd vanwege de coronacrisis in Brazilië en weer hervat op 10 augustus. Doordat ABC beide toernooien won werd het kampioen en was er geen finale meer nodig. 

## Eerste toernooi

### Eerste fase
| Plaats | Club                | Wed. | W | G | V | Saldo | Ptn. |
| ------ | ------------------- | ---- | - | - | - | ----- | ---- |
| 1.     | ABC                 | 7    | 6 | 1 | 0 | 19:7  | 19   |
| 2.     | América de Natal    | 7    | 6 | 0 | 1 | 25:7  | 18   |
| 3.     | Força e Luz         | 7    | 3 | 2 | 2 | 11:12 | 11   |
| 4.     | Santa Cruz de Natal | 7    | 3 | 1 | 3 | 10:9  | 10   |
| 5.     | Potiguar de Mossoró | 7    | 2 | 2 | 3 | 9:9   | 8    |
| 6.     | Palmeira            | 7    | 1 | 2 | 4 | 4:13  | 5    |
| 7.     | Globo               | 7    | 1 | 1 | 5 | 12:17 | 4    |
| 8.     | ASSU                | 7    | 0 | 3 | 4 | 4:20  | 3    |

|  | Geplaatst voor finale |

### Finale
Copa Cidade do Natal
Bij gelijkspel wint de club met het beste resultaat in de eerste fase
|                   |                              |       |                          |                                        |
| 19 februari 20:30 | ABC                          | 2 – 2 | América de Natal         | Frasqueirão, Natal Toeschouwers: 4.484 |
| 19 februari 20:30 | Jalison 44' Paulo Sérgio 87' |       | 30' Tiago Orobo 46' Lelê | Frasqueirão, Natal Toeschouwers: 4.484 |

| ABC | América |

## Tweede toernooi

### Eerste fase
| Plaats | Club                | Wed. | W | G | V | Saldo | Ptn. |
| ------ | ------------------- | ---- | - | - | - | ----- | ---- |
| 1.     | ABC                 | 7    | 7 | 0 | 0 | 30:3  | 21   |
| 2.     | América de Natal    | 7    | 5 | 1 | 1 | 21:5  | 16   |
| 3.     | Globo               | 7    | 4 | 0 | 3 | 19:10 | 12   |
| 4.     | Força e Luz         | 7    | 2 | 2 | 3 | 11:18 | 8    |
| 5.     | ASSU                | 7    | 1 | 3 | 3 | 5:13  | 6    |
| 6.     | Santa Cruz de Natal | 7    | 1 | 3 | 3 | 4:12  | 6    |
| 7.     | Potiguar de Mossoró | 7    | 1 | 2 | 4 | 5:19  | 5    |
| 8.     | Palmeira            | 7    | 0 | 3 | 4 | 6:21  | 3    |

|  | Geplaatst voor finale |

### Finale
Copa RN
In geval van gelijkspel wint de club met het beste resultaat in de competitie.
|                   |                  |       |                  |                                    |
| 7 september 16:00 | ABC              | 1 – 1 | América de Natal | Frasqueirão, Natal Toeschouwers: 0 |
| 7 september 16:00 | Paulo Sérgio 55' |       | 34' Zé Eduardo   | Frasqueirão, Natal Toeschouwers: 0 |

## Totaalstand
| Plaats | Club                | Wed. | W  | G | V | Saldo | Ptn. |
| ------ | ------------------- | ---- | -- | - | - | ----- | ---- |
| 1.     | ABC                 | 16   | 13 | 3 | 0 | 52:13 | 42   |
| 2.     | América de Natal    | 16   | 11 | 3 | 2 | 49:15 | 36   |
| 3.     | Força e Luz         | 14   | 5  | 4 | 5 | 22:30 | 19   |
| 4.     | Globo               | 14   | 5  | 1 | 8 | 31:27 | 16   |
| 5.     | Santa Cruz de Natal | 14   | 4  | 4 | 6 | 14:21 | 16   |
| 6.     | Potiguar de Mossoró | 14   | 3  | 4 | 7 | 14:28 | 13   |
| 7.     | ASSU                | 14   | 1  | 6 | 7 | 9:33  | 9    |
| 8.     | Palmeira            | 14   | 1  | 5 | 8 | 10:34 | 8    |

|  | Kampioen, geplaatst voor Copa do Brasil 2021, Copa do Nordeste 2021 en Série D 2021 |
|  | Vicekampioen, geplaatst voor Copa do Brasil 2021 en Copa do Nordeste 2021           |
|  | Degradatie                                                                          |

## Kampioen
| Campeonato Potiguar de 2020 |
| Rio Grande do Norte         |
| --------------------------- |
| ABC Kampioen (56° titel)    |